# Larnacicus corniger
Larnacicus corniger är en mossdjursart som först beskrevs av Busk 1859.  Larnacicus corniger ingår i släktet Larnacicus och familjen Chaperiidae. Inga underarter finns listade i Catalogue of Life.